# Leptoseris striata
Leptoseris striata är en korallart som beskrevs av Fenner och Veron 2002. Leptoseris striata ingår i släktet Leptoseris och familjen Agariciidae. IUCN kategoriserar arten globalt som nära hotad. Inga underarter finns listade i Catalogue of Life.